# Adolfo de Bertolini
Adolfo de Bertolini (Trento, 29 aprile 1871 – Sopramonte, 15 giugno 1946) è stato un avvocato e politico italiano, amministratore ufficioso del Comune di Trento dal 1915 al 1918 e commissario prefetto della provincia di Trento dal 1943 al 1945.

## Biografia

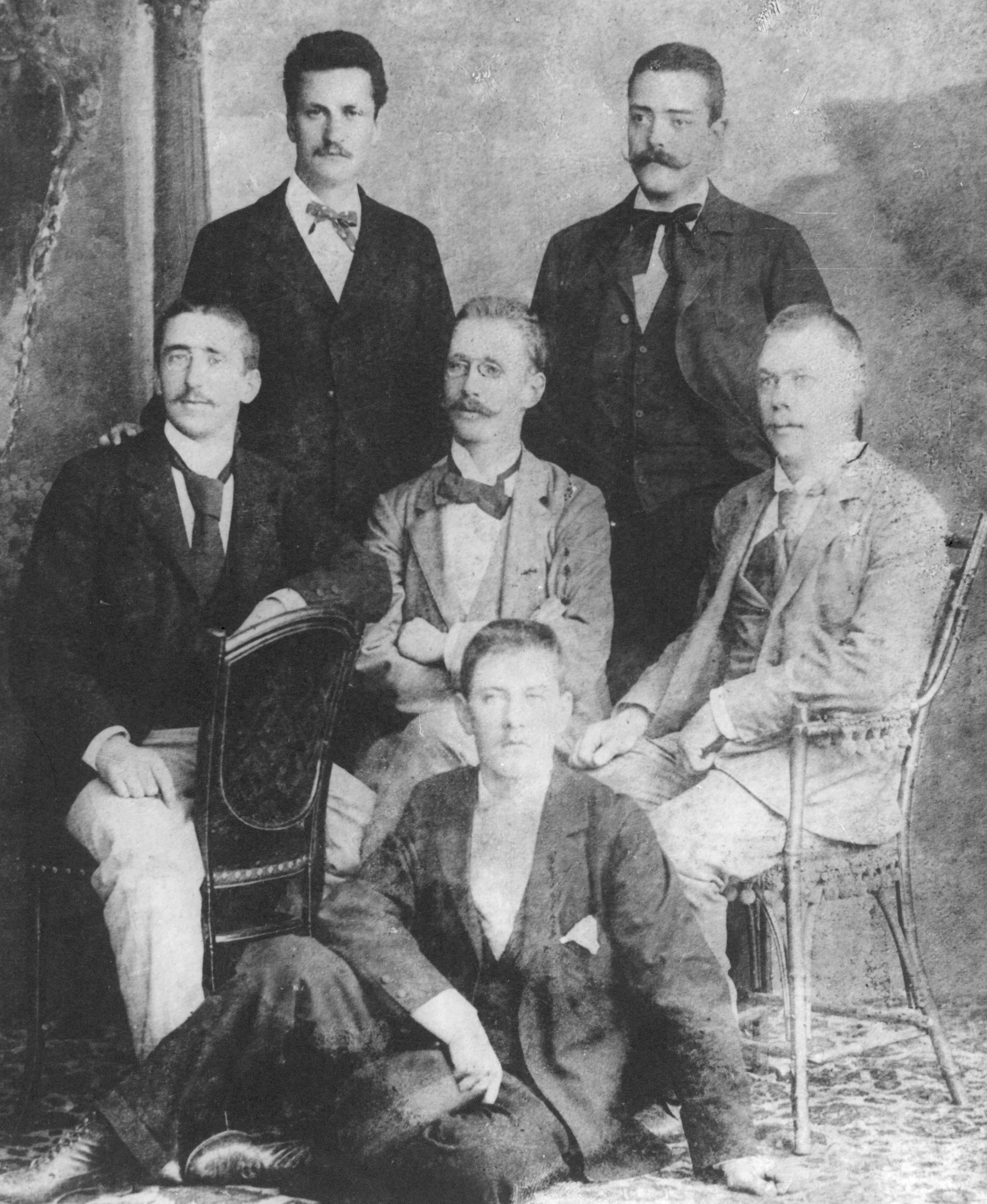
I fondatori della Società degli studenti trentini nel 1895. Da sinistra, in piedi: Cesare Battisti, Giovanni Lorenzoni; seduti: Gino Sartori, Antonio Piscel e Adolfo de Bertolini; a terra: Iginio Zucali.

Adolfo de Bertolini nacque a Trento il 29 aprile 1871. Dopo il ginnasio studiò giurisprudenza prima all'Università di Graz e poi a quella di Vienna. Fu tra i fondatori della Società degli studenti trentini assieme, fra gli altri, ad Antonio Piscel, Cesare Battisti e Giovanni Lorenzoni. Dopo la laurea fece il praticantato e diventò avvocato nel 1901.
Fu componente del consiglio di amministrazione e poi presidente della Banca Cooperativa di Trento (di matrice liberale). Nel 1906 fu eletto nel consiglio comunale di Trento con il partito nazionale-liberale e fu anche vice-podestà. Fu deputato alla dieta di Innsbruck.

### Amministratore ufficioso del Comune di Trento
Il 20 maggio 1915 il podestà Vittorio Zippel, dello stesso partito, venne rimosso dalla carica e successivamente condannato a otto anni di prigione per il suo irredentismo, e al suo posto gli austriaci nominarono amministratore ufficioso de Bertolini. Fu molto criticato, anche negli anni successivi, per aver accettato l'incarico e per non averlo lasciato in protesta contro l'impiccagione di Cesare Battisti (che aveva chiesto, senza ottenerlo, di essere difeso proprio da de Bertolini) nel 1916.
Dopo la disfatta di Caporetto l'esercito austro-ungarico trovò fra le carte abbandonate dall'Esercito Italiano una serie di documenti forniti da informatori trentini: quelli che si trovavano ancora in territorio imperiale (i "listati di Palmanova", dal luogo del ritrovamento), furono arrestati. Fra questi anche de Bertolini, che quando era stato vice-podestà aveva inviato dei documenti al cugino Tullio Marchetti e fu quindi accusato di alto tradimento. Il 4 gennaio 1918 venne portato nelle carceri del Castello del Buonconsiglio, e il 14 febbraio in quelle di Innsbruck. Fu liberato il 31 ottobre.

### Il periodo interbellico
Nel dicembre 1918 tornò in consiglio comunale e successivamente fu anche assessore. Fu candidato alle elezioni politiche del 1921 con l'Associazione liberale democratica trentina (ALDT), attirandosi le contestazioni del volontario fiumano trentino Giuseppe Piffer, del segretario del Fascio di Trento Achille Starace e di Gabriele D'Annunzio sempre per via delle mancate dimissioni dopo l'esecuzione di Battisti. De Bertolini non fu eletto e con l'ascesa del fascismo lasciò la politica.
Nel 1933 fu nominato commissario liquidatore della Banca del Trentino e dell'Alto Adige e contribuì alla nascita della Banca di Trento e Bolzano al suo posto.

### Commissario prefetto della provincia di Trento
Nel periodo dei quarantacinque giorni fra la caduta del fascismo e l'8 settembre 1943 collaborò con il giornale Il Brennero, criticando il fascismo e sostenendo il decentramento amministrativo. Il 16 settembre il prefetto fascista Italo Foschi, rientrato a Trento dopo essersi ritirato a Molveno, ordinò l'arresto di de Bertolini e di altri, che però furono avvisati e non si fecero trovare.
Con la nascita della zona d'operazioni delle Prealpi, le province di Belluno, Bolzano e Trento furono di fatto annesse alla Germania nazista. Il 18 settembre il Gauleiter Franz Hofer, che aveva l'obiettivo di garantire una certa tranquillità nel territorio per mantenere sicura la linea del Brennero, convocò un gruppo di notabili trentini invitandoli a scegliere una persona che svolgesse la funzione di commissario prefetto. Questi scelsero de Bertolini, poco compromesso col fascismo e con la fama di persona onesta, che fu confermato da Hofer. Il giornale Il Trentino, dando la notizia della nomina da parte dell'occupante nazista, scrisse che de Bertolini aveva auspicato la "vittoria della armi tedesche", parole per cui fu contestato, fra gli altri, da Giannantonio Manci. De Bertolini affermò dopo la caduta del nazismo che esse erano state aggiunte aggiunte dai tedeschi. Apprezzò il provvedimento di Hofer che limitava la possibilità di entrare nel territorio della zona di operazioni, che impediva l'ingresso fra l'altro ai militanti della Repubblica Sociale Italiana.
Fu a favore della creazione del Corpo di sicurezza trentino (CST): doveva in teoria essere utilizzato solo nel territorio provinciale per garantire l'ordine pubblico, ma fu invece impiegato anche nelle zone confinanti e contro i partigiani. Il 28 giugno 1944 le SS uccisero undici partigiani (ricordati come i martiri del 28 giugno) e arrestarono Giannantonio Manci (che morirà suicida per evitare di rivelare informazioni sotto tortura). De Bertolini pensò di dimettersi, ma decise di rimanere. Intervenne con successo a favore di alcuni prigionieri politici ma ebbe un atteggiamento duro nei confronti dei partigiani, auspicando anche l'uso di artiglieria e aviazione.
Nel 1945, prima dell'arrivo degli Alleati a Trento, si ritirò a Sopramonte in condizioni di salute precarie. Dopo la fine della guerra fu sostituito nella carica di prefetto dal comunista Giuseppe Ottolini e fu accusato dal CLN di Trento di collaborazionismo con i tedeschi. Dopo alcuni mesi di indagini il PM chiese una sentenza di non doversi procedere, richiesta accolta dalla Corte. Morì a Sopramonte il 15 giugno 1946.

## I giudizi
Secondo Gianni Faustini, in generale la storiografia di sinistra è stata più critica verso de Bertolini, mentre quella di area liberale lo ha difeso.
Ernesta Bittanti, vedova di Cesare Battisti, scrisse in una relazione del 1925, parlando del giorno in cui il marito fu giustiziato:
L'ex partigiano Giovanni Parolari scrisse nel 1975 che de Bertolini mantenne la carica di prefetto anche dopo l'eccidio del 28 giugno 1944 per "mantenere integri i privilegi della classe dominante". Secondo Antonio Zieger invece rimase "col solo scopo di impedire, se gli era possibile, che nuovi atti funesti rattristassero il Trentino." Daniele Mattalia, su La libertà, nel 1945 scrisse un duro articolo su de Bertolini, definendolo fra le altre cose un traditore del liberalismo. Silvio Bortolotti, dirigente dell'Associazione Studi Autonomistici Regionali (ASAR), nel 1946 espresse apprezzamento nei confronti dell'operato di de Bertolini.
Nel 1961, a 15 anni dalla morte, fu posta una targa in sua memoria sulla facciata di Palazzo de Bertolini in via Calepina:

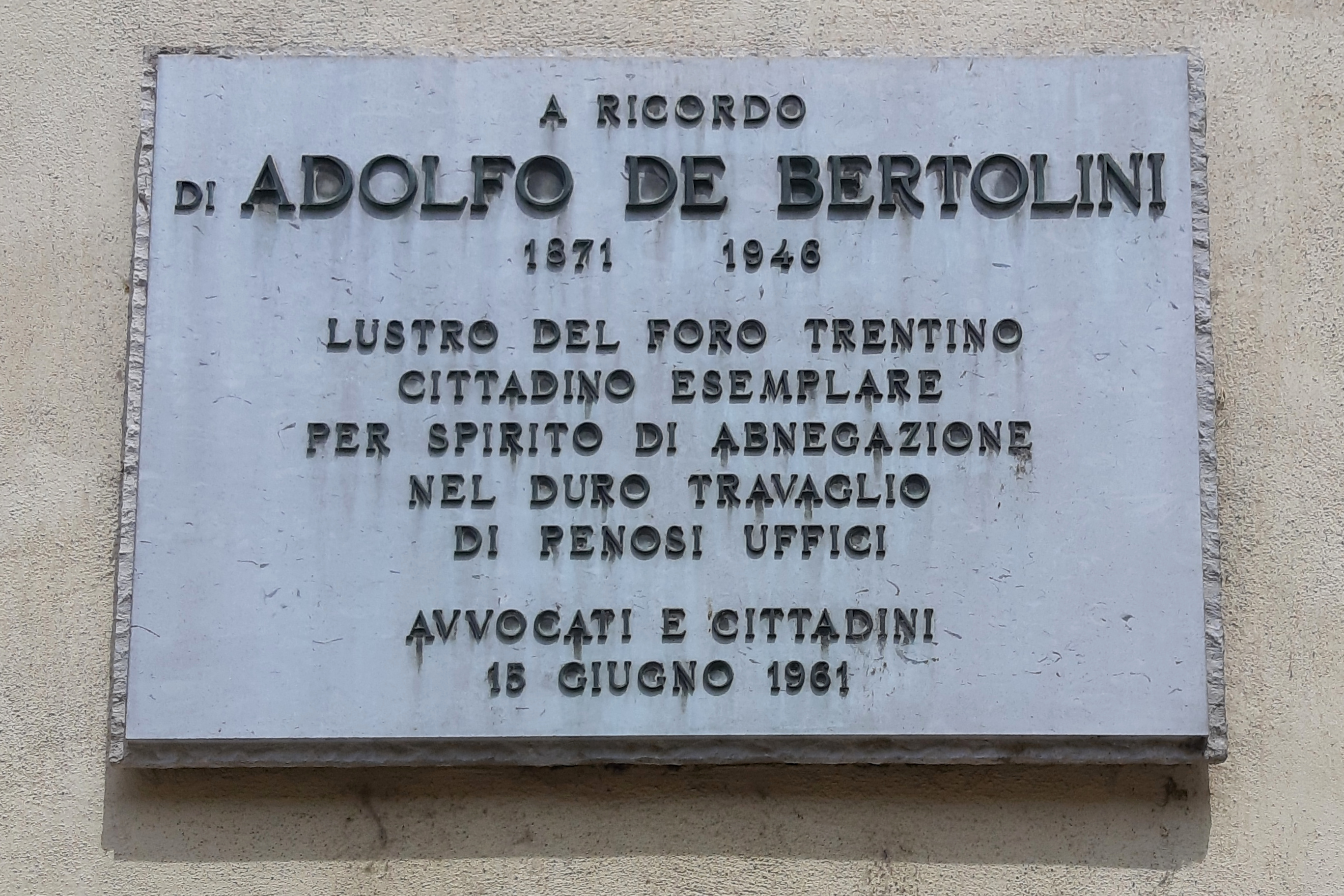
Targa dedicata a Adolfo de Bertolini in via Calepina

di Adolfo de Bertolini

1871-1946

Lustro del foro trentino

cittadino esemplare

per spirito di abnegazione

nel duro travaglio

di penosi uffici

Avvocati e cittadini

15 giugno 1961»